# Hello Lola
Hello Lola (Murder) è un film per la televisione del 1976 diretto da Christopher Hodson interpretato da Jill Bennett.

## Trama
La giovane Lola, rimasta in bolletta a causa del suo vizio del gioco, si reca da un potente uomo d'affari che, in cambio dei soldi necessari per poter saldare i suoi debiti, si diverte a proporle uno strano e pericoloso gioco con un serpente a sonagli. Il gioco si rivelerà una sorta di caccia al topo.

## Curiosità
Hello Lola fu trasmesso per la prima volta in Italia su Rai 2, il 30 novembre 1978, nella rassegna horror settimanale Sette storie per non dormire, della quale facevano parte anche altri sei titoli: Natale con i tuoi (1972), La casa che non voleva morire (1970), La vendetta (1971), Che succede al povero Allan? (1970), In piena luce (1971) e il celebre Trilogia del terrore (1975). 

## La serie tvMurder
Hello Lola nasce come primo episodio della serie televisiva inglese Murder del 1976. Gli altri due episodi sono: Nobody's Conscience sempre diretto da Christopher Hodson e A Variety of Passion, quest'ultimo diretto da John Frankau. I tre episodi sono tre storie indipendenti e autoconclusive.
In Italia Hello Lola venne acquistato dalla RAI e distribuito come film tv, nonostante la sua breve durata di sessanta minuti, facente parte del ciclo Sette storie per non dormire. Ad oggi non è mai stato replicato.